# 1989年ウィンブルドン選手権
1989年 ウィンブルドン選手権（1989ねんウィンブルドンせんしゅけん、The Championships, Wimbledon 1989）は、イギリス・ロンドン郊外にある「オールイングランド・ローンテニス・アンド・クローケー・クラブ」にて、1989年6月26日から7月9日にかけて開催された。

## シード選手

### 男子シングルス
1. イワン・レンドル　（ベスト4）
2. ステファン・エドベリ　（準優勝）
3. ボリス・ベッカー　（優勝、3年ぶり3度目）
4. マッツ・ビランデル　（ベスト8）
5. ジョン・マッケンロー　（ベスト4）
6. ヤコブ・ラセク　（1回戦）
7. ミロスラフ・メチージュ　（3回戦）
8. ティム・メイヨット　（ベスト8）
9. マイケル・チャン　（4回戦）
10. ジミー・コナーズ　（2回戦）
11. ブラッド・ギルバート　（1回戦）
12. ケビン・カレン　（3回戦）
13. アーロン・クリックステイン　（4回戦）
14. アンドレイ・チェスノコフ　（1回戦）
15. ミカエル・ペルンフォルス　（2回戦）
16. アモス・マンスドルフ　（4回戦）

### 女子シングルス
1. シュテフィ・グラフ　（優勝、大会2連覇）
2. マルチナ・ナブラチロワ　（準優勝）
3. ガブリエラ・サバティーニ　（2回戦）
4. クリス・エバート　（ベスト4）
5. ジーナ・ガリソン　（2回戦）
6. ヘレナ・スコバ　（4回戦）
7. アランチャ・サンチェス　（ベスト8）
8. パム・シュライバー　（3回戦）
9. ナタリア・ズベレワ　（3回戦）
10. ヤナ・ノボトナ　（4回戦）
11. モニカ・セレシュ　（4回戦）
12. メアリー・ジョー・フェルナンデス　（4回戦）
13. ヘレン・ケレシ　（1回戦）
14. ハナ・マンドリコワ　（4回戦）
15. ロリ・マクニール　（4回戦）
16. スーザン・スローン　（2回戦）

## 大会経過

### 男子シングルス
準々決勝
- イワン・レンドル vs.  ダン・ゴールディー　7-6, 7-6, 6-0
- ボリス・ベッカー vs.  ポール・チェンバリン　6-1, 6-2, 6-0
- ジョン・マッケンロー vs.  マッツ・ビランデル　7-6, 3-6, 6-3, 6-4
- ステファン・エドベリ vs.  ティム・メイヨット　7-6, 7-6, 6-3

準決勝
- ボリス・ベッカー vs.  イワン・レンドル　7-5, 6-7, 2-6, 6-4, 6-3
- ステファン・エドベリ vs.  ジョン・マッケンロー　7-5, 7-6, 7-6

### 女子シングルス
準々決勝
- シュテフィ・グラフ vs.  アランチャ・サンチェス　7-5, 6-1
- クリス・エバート vs.  ローラ・ゴラルサ　6-3, 2-6, 7-5
- カタリナ・リンドクイスト vs.  ロザリン・フェアバンク　7-5, 7-5
- マルチナ・ナブラチロワ vs.  グレッチェン・メジャーズ　6-1, 6-2

準決勝
- シュテフィ・グラフ vs.  クリス・エバート　6-2, 6-1
- マルチナ・ナブラチロワ vs.  カタリナ・リンドクイスト　7-6, 6-2

## 決勝戦の結果
男子シングルス
- ボリス・ベッカー vs.  ステファン・エドベリ　6-0, 7-6, 6-4

女子シングルス
- シュテフィ・グラフ vs.  マルチナ・ナブラチロワ　6-2, 6-7, 6-1

男子ダブルス
- ジョン・フィッツジェラルド＆ アンダース・ヤリード vs.  リック・リーチ＆ ジム・ピュー　3-6, 7-6, 6-4, 7-6

女子ダブルス
- ヘレナ・スコバ＆ ヤナ・ノボトナ vs.  ナタリア・ズベレワ＆ ラリサ・サブチェンコ　6-1, 6-2

混合ダブルス
- ジム・ピュー＆ ヤナ・ノボトナ vs.  マーク・クラッツマン＆ ジェニー・バーン　6-4, 5-7, 6-4

## みどころ
- ウィンブルドンで過去3度優勝経験のあるクリス・エバートが、この大会を最後のウィンブルドン出場にすると発表。エバートは1972年から18年連続でウィンブルドンに出場し、3回戦敗退に終わった1983年以外はすべてベスト4以上に勝ち上がってきた。優勝は1974年・1976年・1981年の3度ある。最後の試合では、準決勝で第1シードのシュテフィ・グラフに 2-6, 1-6 で敗れた。
- 男子シングルス優勝者のボリス・ベッカーが、ウィンブルドンで3年ぶり3度目の優勝を達成。女子シングルスに2連覇したシュテフィ・グラフと合わせて“西ドイツ・アベック優勝”と呼ばれた。